# Bruinbuikbuulbuul
De bruinbuikbuulbuul (Iole crypta ongeldig synoniem: Iole olivacea) is een zangvogel uit de familie Pycnonotidae (buulbuuls).

## Taxonomie
Deze soort is in 1918 beschreven als Iole olivacea crypta op grond van specimens van het schiereiland Malakka. De soort werd als een ondersoort beschouwd van een groter complex van soorten in de Indische archipel met de naam Iole olivacea. In 2014 werd op grond van nader onderzoek het taxon Iole olivaea ongeldig verklaard en kwam hiervoor in de plaats het taxon Iole crypta.

BirdLife International en de auteurs van het Handbook of the Birds of the World huldigden in 2017 de opvatting dat I. charlottae en het taxon I. crypta identiek zijn.

## Verspreiding en leefgebied
De bruinbuikbuulbuul (Iole crypta), zoals vermeld op de IOC World Bird List, komt voor in het zuidoosten van Myanmar en het zuiden van Thailand en verder op het schiereiland Malakka en het eiland Sumatra. De door BirdLife International op de Rode Lijst van de IUCN genoemde Iole charlottae betreft deze soort, inclusief de gelijknamige soort op Borneo en tussenliggende eilandjes. Het leefgebied is loofbos in laagland en heuvelland tot op 825 m boven zeeniveau. De vogel komt ook voor in open plekken in bossen en bosranden, moerasbos en overwoekerd akkerland.

## Status
De grootte van de populaties van zowel Charlottes buulbuul en de bruinbuikbuulbuul is niet gekwantificeerd, maar waarschijnlijk nemen de populatie-aantallen af door de grootschalige ontbossingen die in dit gebied plaatsvinden. Om de reden staan deze taxa als gevoelig op de Rode Lijst van de IUCN.